# 小行星15887
小行星15887（15887 Daveclark）是一颗绕太阳运转的小行星，为主小行星带小行星。该小行星于1997年3月4日发现。

## 轨道参数
小行星15887的轨道半长轴为3.0544791 UA，离心率为0.209。